# Jardin des Justes (Varsovie)
Le Jardin des Justes à Varsovie (en polonais : Ogród Sprawiedliwych w Warszawie) est un site commémoratif à Wola. Les initiateurs de l'idée sont la History Meeting House et la fondation italienne GARIWO. C'est un lieu d'hommage à ceux qui, au cours des XXe et XXIe siècles, face au totalitarisme et au génocide, ont eu le courage de défendre la dignité humaine. Chaque année, lors de la Journée européenne des Justes (établie par le Parlement européen en 2012), le Comité des jardins annonce les noms de ceux qui seront honorés de ce titre. Le jardin a été conçu par le studio d'architecture paysagère de Barbara Kraus-Galińska.

## Emplacement
Le jardin est situé sur la place Jerzy Jur-Gorzechowski, à l'emplacement de l'ancienne prison pour femmes "Serbia", entre les rues Dzielna et Pawia, près de l'avenue Jean-Paul II et de l'église Saint-Augustin.

## Cérémonie d'ouverture
Le Jardin a été inauguré le 5 juin 2014 dans une ville qui a connu les deux régimes totalitaires du XXe siècle, le nazisme et le communisme. La date n'a pas été choisie au hasard : il a été décidé d'ouvrir le Jardin au lendemain du 25e anniversaire des premières élections semi-libres en Pologne, le 4 juin 1989, qui ont ensuite conduit à la chute du communisme.
L'idée d'entrelacer le globe avec un réseau de Jardins des Justes, créé pour honorer les attitudes des personnes qui protégeaient la dignité et la vie des hommes dans les systèmes totalitaires ou à l'époque des crimes de masse, est née à la Fondation italienne Gariwo et au Jardin de Monte Stella à Milan, Italie, cependant, il n'est pas consacré uniquement à ceux qui ont aidé les Juifs pendant la guerre.

## Honneurs
Chaque personne honorée a son mémorial des arbres seront plantés et des pierres symboliques.

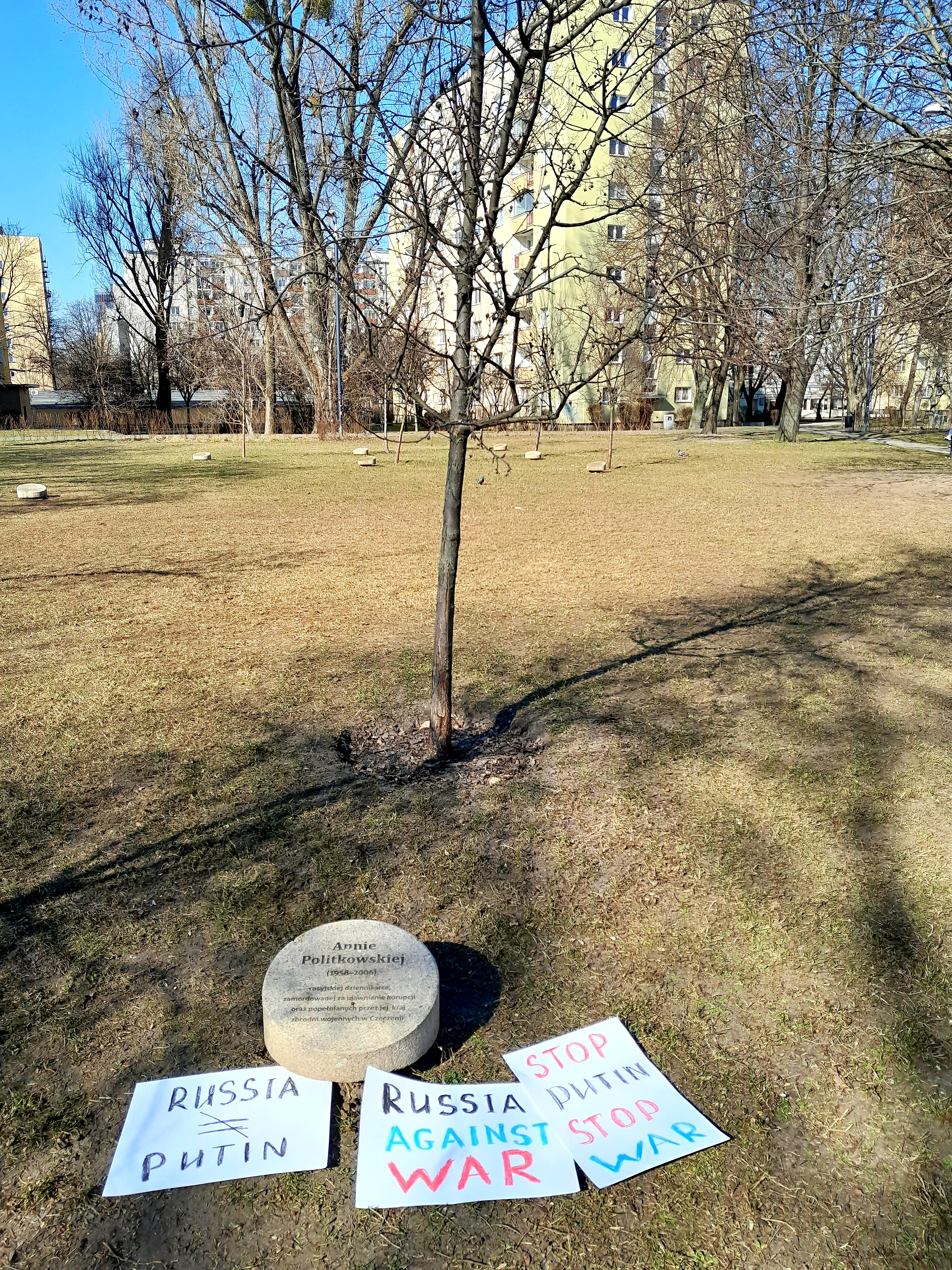
Manifestation de soutien aux Russes contre Poutine, 19 mars 2022

| Année | Personne                    | Inscription |  |
| ----- | --------------------------- | --- |  |
| 2014i | Jan Karski                  | un émissaire de la Pologne clandestine, qui a appelé à l'arrêt de l'extermination des Juifs, et a qualifié la passivité alliée de deuxième péché originel de l'humanité |  |
| 2014i | Marek Edelmann              | membre du commandement insurrectionnel du ghetto de Varsovie, travailleur social et médecin acharné - au service des blessés, il a reconstruit l'ordre moral du monde   |  |
| 2014i | Tadeusz Mazowiecki          | un politicien luttant pour le bien commun, qui pour protester contre l'oisiveté du monde a fait le mandat de l'envoyé de l'ONU en Bosnie-Herzégovine                    |  |
| 2014i | Anna Politkovskaïa          | Journaliste russe, assassinée pour avoir révélé la corruption et les crimes de guerre commis par son pays en Tchétchénie                                                |  |
| 2014i | Magdalena Grodzka-Gużkowska | soldat de la clandestinité, sauvant les Juifs du ghetto de Varsovie, précurseur du traitement des enfants autistes                                                      |  |
| 2014i | Antonia Locatelli           | un missionnaire italien qui a subi la mort d'un martyr au Rwanda, alertant le monde sur le génocide des Tutsi                                                           |  |
| 2015  | Petro Grigorenko            | un général de l'armée soviétique, qui dans toute sa carrière a rejeté le système et son rôle dans celui-ci, du côté des persécutés, y compris les Tatars déshérités     |  |
| 2015  | Nelson Mandela              | un opposant à l'apartheid, libre de haine et de représailles, qui a conduit l'Afrique du Sud de l'état de guerre civile à la liberté civile                             |  |
| 2015  | Hasan Mazhar                | Gouverneur d'Ankara, qui, malgré les crimes des autorités et le consentement social, a refusé de participer au génocide des Arméniens (1915-1917)                       |  |
| 2016  | Witold Pilecki              | cavalerie, guide de l'enfer du nazisme, prisonnier volontaire d'Auschwitz, dont les rapports devaient alarmer le monde, sauver des victimes                             |  |
| 2016  | Władysław Bartoszewski      | un témoin des atrocités des deux totalitarismes, qui - résistant au mensonge et à la violence - était l'incarnation de la décence                                       |  |
| 2016  | Jan Zieja                   | prêtre, qui a toujours, même dans les guerres, gardé le commandement "ne tuez pas - jamais personne", reconnu comme "preuve vivante de l'existence de Dieu"             |  |
| 2017  | Natalia Gorbanevskaïa       | |  |
| 2017  | Jan Jelinek                 | |  |
| 2017  | Roberto Kozak               | |  |
| 2018  | Raphaël Lemkin              | |  |
| 2018  | Adalbert Wojciech Zink      | |  |
| 2018  | Armin T. Wegner             | |  |
| 2019  | Ewelina Lipko-Lipczyńska    | |  |
| 2019  | Arseny Roginsky             | |  |
| 2019  | Raoul Wallenberg            | |  |